# Rýmařov
Rýmařov é uma cidade checa localizada na região de Morávia-Silésia, distrito de Bruntál.